# Tạ Minh Thảo
Tạ Minh Thảo (tên thật: Tạ Xuân Thảo) là một diễn viên kịch, phim truyền hình Việt Nam, được biết đến qua những bộ phim hình sự, từ các vai giang hồ, ông trùm đến các chiến sĩ, sĩ quan công an.

## Tiểu sử

### Quá trình hoạt động
Tạ Minh Thảo sinh tại Thái Bình. Từng là bộ đội chiến đấu tại chiến trường Lào; khi giải ngũ, ông chuyển về công tác tại Đoàn kịch nói của Tổng cục Chính trị và tốt nghiệp trung cấp diễn viên hệ chính quy khóa 1974 - 1976. Sau đó tiếp tục theo học lớp diễn viên kịch nói khóa 1 của trường Đại học Văn hóa nghệ thuật Quân đội. Trong một lần về thăm quê, ông gặp người bạn đời của mình hiện tại và sau đó quyết định chuyển về Đoàn kịch nói Thái Bình làm việc cho đến nay. Năm 2002, Tạ Minh Thảo tốt nghiệp lớp đạo diễn của Đại học Sân Khấu Điện Ảnh. Ngoài việc công tác tại đoàn kịch, ông làm giảng viên cộng tác tại trường Cao đẳng Văn hóa nghệ thuật (VHNT) Thái Bình, cao đẳng VHNT Nam Định, Cao đẳng VHNT Hưng Yên.
Năm 2007, được phong tặng danh hiệu nghệ sĩ ưu tú.

### Tác phẩm nghệ thuật
Ông tham gia đóng phim truyền hình từ năm 1976 với các bộ phim "Tắt đèn", "Bông Hồng vàng", "Không phải chuyện cổ tích" và sau đó đó là phim điện ảnh "Lính hải quân" do Hãng phim truyện Việt Nam sản xuất năm 1978. Sau thành công của vai Cường sẹo trong Cảnh sát hình sự - Hồ hang rắn năm 1999, ông được khán giả biết đến và xuất hiện nhiều hơn với các bộ phim trinh thám, chính kịch.
Với nghệ thuật Kịch nói ông từng trải qua các vai trò từ diễn viên kịch nói, đạo diễn và giảng viên tại các trường văn hóa nghệ thuật. Ông đã có mặt trong 30 vở diễn chuyên nghiệp với bốn vai diễn cho Đoàn kịch nói Tổng cục chính trị Quân đội Nhân dân Việt Nam, 24 vai diễn ở Đoàn kịch nói Thái Bình và 2 vai diễn cho đoàn Kịch công an nhân dân. Dàn dựng hàng trăm chương trình nghệ thuật cho các cơ quan đơn vị, các lực lượng quân đội, công an...
Ông từng giành Huy chương Vàng ở vai trò diễn viên và Huy chương Bạc ở vai trò đạo diễn trong vở Cơn lốc đời người tại Liên hoan Sân khấu về hình tượng người chiến sĩ Công an năm 2010. Được trao tặng 7 huy chương trong các kỳ Hội diễn Sân khấu chuyên nghiệp toàn quốc và khu vực.

## Đời tư
Ông định cư tại Thái Bình cùng vợ, hai con của ông đã lập gia đình.

## Sân khấu

### Kịch
- Đế Thích (Hồn Trương Ba da hàng thịt)
- Già bản (Người lang thang không cô đơn)
- Cả Bân (Vai diễn giữa đời thường)
- ông Huy (Ngổn ngang đời thường)
- Giảng (Thời gian im lặng)
- Hoàng Nhân (Cơn lốc đời người)
- Bác sỹ Vượng (Số phận người cha)
- Chủ tịch Quách Văn Tần (Lời thề thứ chín)
- Lý Cường (Chí Phèo)
- Chạch (Đã một lần)...
- Trần Quang (Lá thư tuyệt mệnh)
- Khang Hi (Gặp nhau cuối tuần)

### Sự kiện
- Phó tổng đạo diễn:
  - 4 kỳ Festival Du lịch quốc tế tại Hà Nội 2000 - 2008
  - 2 chương trình thuộc Tuần lễ du lịch Hạ Long 2003
- 2009: Lễ hội Văn hóa Thể thao và Du lịch các tỉnh Đồng bằng sông Hồng lần thứ nhất tại Thái Bình

## Phim đã tham gia

### Phim truyền hình
| Năm  | Tên phim                                 | Kênh              | Vai diễn                       | Đạo diễn                                           | Ghi chú              |
| ---- | ---------------------------------------- | ----------------- | ------------------------------ | -------------------------------------------------- | -------------------- |
| 1987 | Lính hải quân                            |                   |                                |                                                    |                      |
| 1996 | Anh sẽ về                                |                   |                                |                                                    |                      |
| 1998 | Câu chuyện xóm chèo                      | VTV1              |                                |                                                    | Điện ảnh truyền hình |
| 1998 | Nga                                      | VTV3              |                                |                                                    | Điện ảnh truyền hình |
| 1998 | Người thừa kế dòng họ                    | VTV3              |                                | Nguyễn Anh Tuấn                                    | Phim ngắn tập        |
| 1999 | Biên cương thường ngày                   | VTV1              | Đồn trưởng Nguyên              | Trần Quốc Trọng                                    | Điện ảnh truyền hình |
| 2000 | Ước nguyện trước hoàng hôn               | H                 | Hợi                            | Trần Bích Ngọc, Trần Trung Nhàn                    | Điện ảnh truyền hình |
| 2000 | Bí mật hồ hang rắn                       | VTV3              | Cường sẹo                      | Nguyễn Khải Hưng                                   | Cảnh sát hình sự     |
| 2001 | Con nhện xanh                            | VTV3              | Nguyễn Quyền                   | Đỗ Đức Thành                                       | Phim ngắn tập        |
| 2001 | Mùa lá rụng                              | VTV3              |                                | Trần Quốc Trọng                                    | Phim ngắn tập        |
| 2002 | Đêm ba canh                              | VTV3              |                                |                                                    | Điện ảnh truyền hình |
| 2002 | Sang sông                                | VTV3              | Chấn                           | Trọng Trinh                                        | Điện ảnh truyền hình |
| 2002 | Ranh giới                                | VTV3              | Chủ quán (danh đề: Thanh Thảo) | Vũ Hồng Sơn                                        | Điện ảnh truyền hình |
| 2002 | Những người đã hết thời                  | VTV1              | Bảo kê mỏ vàng                 | Bùi Huy Thuần                                      | Điện ảnh truyền hình |
| 2002 | Cảnh sát đặc nhiệm                       | VTV3              | Trần Quang                     | Nguyễn Danh Dũng, Trần Hoài Sơn                    | Cảnh sát hình sự     |
| 2004 | Những giấc mơ dài                        | VTV3              | Trung                          | Đỗ Đức Thành                                       | Phim ngắn tập        |
| 2004 | Đường đời                                | VTV3              | Minh                           | Trần Quốc Trọng, Trần Hoài Sơn                     | Phim dài tập         |
| 2005 | Tín hiệu bông sen nở                     | VTV1              | Ba Thuần                       | Lê Cường Việt                                      | Phim ngắn tập        |
| 2005 | Dòng sông phẳng lặng                     | VTV3              | Bửu Đức                        | Đỗ Đức Thành                                       | Phim ngắn            |
| 2005 | Chuyện tình vùng quê                     | VTV3              | Tốp                            | Lê Cường Việt                                      |                      |
| 2006 | Lời sám hối muộn màng                    | VTV1              | Trung tá                       | Vũ Minh Trí                                        | Cảnh sát hình sự     |
| 2007 | Đột kích                                 | VTV1              |                                | Vũ Minh Trí                                        | Cảnh sát hình sự     |
| 2007 | Luật đời                                 | VTV1              | Tổng biên tập Triển            | Mai Hồng Phong, Hoàng Nhung                        | Phim dài tập         |
| 2009 | Phá vỡ im lặng                           | VTV1              | Hùng "gà"                      | Hoàng Nhuận Cầm                                    | Phim ngắn tập        |
| 2010 | Cuồng phong                              | VTV1              | Phúc "búa"                     | Bùi Huy Thuần                                      | Cảnh sát hình sự     |
| 2010 | Đội đặc nhiệm H88                        | VTV3              |                                | Nguyễn Trung Thực                                  | Phim dài tập         |
| 2010 | Phía cuối cầu vồng                       | VTV3              | Ông Tuấn                       | Mai Hồng Phong                                     |                      |
| 2011 | Đầm lầy bạc                              | VTV3              | Văn Lực                        | Bùi Quốc Việt                                      | Cảnh sát hình sự     |
| 2011 | Ngôi biệt thự màu tro lạnh               | VTV1              | Tích "voi"                     | Bùi Huy Thuần, Bùi Quốc Việt                       | Cảnh sát hình sự     |
| 2011 | Chủ tịch tỉnh                            | VTV1              | Hùng                           | Bùi Huy Thuần, Bùi Quốc Việt                       | Phim dài tập         |
| 2013 | Thái sư Trần Thủ Độ                      | VTV1              | Đoàn Thượng                    | Đào Duy Phúc                                       | Phim dài tập         |
| 2013 | Bí mật tam giác vàng                     | VTV3              | Thượng tá Chương               | Nguyễn Dương                                       | Cảnh sát hình sự     |
| 2013 | Chạm tay vào nỗi nhớ                     | VTV3              | Thiếu tướng Quyết              | Vũ Hồng Sơn                                        | Phim dài tập         |
| 2013 | Giọt nước rơi                            | VTV3              | Ông Nguyên                     | Bùi Quốc Việt                                      | Phim dài tập         |
| 2013 | Trái tim kiêu hãnh                       | VTV6              |                                | Nguyễn Quốc Tuấn                                   | Phim dài tập         |
| 2014 | Heo may về qua phố                       | VTV3              | Ông Kha                        | Nguyễn Danh Dũng                                   | Phim dài tập         |
| 2014 | Những đứa con biệt động Sài Gòn (phần 2) | HTV7              | Giàng A Páo                    | Khương Đức Thuận - Đỗ Chí Hướng                    | Phim dài tập         |
| 2014 | Hoa bay                                  | HTV9              | Đại Đất                        | Xuân Sơn - Đăng Khoa                               | Phim dài tập         |
| 2015 | Vết dầu loang                            | HTV9              | Đỗ Lâm                         | Nguyễn Trọng Hải                                   | Phim dài tập         |
| 2015 | Câu hỏi số 5                             | VTV3              | Quý "Bố già"                   | Bùi Quốc Việt                                      | Cảnh sát hình sự     |
| 2015 | Lời ru mùa đông                          | VTV1              | Lê Chí                         | Mai Hồng Phong                                     | Phim dài tập         |
| 2016 | Mạch ngầm vùng biên ải                   | VTV1              | Sang                           | Bùi Huy Thuần                                      | Phim dài tập         |
| 2016 | Lựa chọn cuối cùng                       | VTV1              | Anh Vũ                         | Vũ Hồng Sơn                                        | Cảnh sát hình sự     |
| 2017 | Người phán xử                            | VTV3              |                                | Nguyễn Mai Hiền, Nguyễn Khải Anh, Nguyễn Danh Dũng | Cảnh sát hình sự     |
| 2019 | Sinh tử                                  | VTV1              | Trịnh Huy Thiệp                | Nguyễn Khải Hưng, Nguyễn Mai Hiền                  | Cảnh sát hình sự     |
| 2022 | Bão ngầm                                 | VTV1              | Quách Đại Đức                  | Đinh Thái Thụy                                     | Cảnh sát hình sự     |
| 2022 | Đấu trí                                  | VTV1              | Đại tá Bùi Việt                | Nguyễn Danh Dũng                                   | Cảnh sát hình sự     |
| 2022 | Gara hạnh phúc                           | VTV3              | Lão Phi                        | Bùi Quốc Việt                                      | Phim dài tập         |
| 2023 | Đội điều tra số 7                        | ANTV, Quốc Hội TV | Thượng tá Lê Minh              | Mai Hồng Phong                                     | Phim dài tập         |
| 2024 | Mật lệnh hoa sữa                         | Hà Nội 1          | Đại tá Bách                    | Nguyễn Tất Kiên                                    | Phim dài tập         |

### Điện ảnh
"Tắt đèn", "Bông Hồng vàng", "Không phải chuyện cổ tích", "Vị khách đến từ Thượng Hải", "Nguyễn Huệ ở Thăng Long"...

### Cộng tác
- Vì an ninh Tổ quốc

## Giải thưởng
| Sự kiện                                                        | Kết quả         | Vai diễn     | Vở diễn                  | Ghi chú |
| -------------------------------------------------------------- | --------------- | ------------ | ------------------------ | ------- |
| Hội diễn sân khấu duyên hải 1993                               | Huy chương Bạc  | Phu          | Người không cô đơn       |         |
| Hội diễn sân khấu duyên hải 1994                               | Huy chương Vàng | Chạch        | Đã một lần               |         |
| Hội diễn sân khấu chuyên nghiệp toàn quốc 1995                 | Huy chương Bạc  | Già bản      | Trở lại kiếp người       |         |
| Hội diễn sân khấu toàn quốc 1996                               | Huy chương Vàng | Bác sĩ Vượng | Số phận người cha        |         |
| Hội diễn sân khấu chuyên nghiệp toàn quốc 2004                 | Huy chương Vàng | Cả Bân       | Vai diễn giữa đời thường |         |
| Liên hoan Sân khấu về hình tượng người chiến sĩ Công an - 2010 | Huy chương vàng | (diễn viên)  | Cơn lốc đời người        |         |
| Liên hoan Sân khấu về hình tượng người chiến sĩ Công an - 2010 | Huy chương bạc  | (đạo diễn)   | Cơn lốc đời người        |         |